# Matthias Alexander Castrén
Matthias Alexander Castrén (oroszul: Кастрен Матиас Александер; Finnország, Tervola, 1813. december 2. − Helsinki, 1852. május 7.) finn nyelvész, néprajzkutató, utazó; a finnugor, a szamojéd és más szibériai népek és nyelveik kutatója, az uralisztika egyik megalapozója. Elsőként fordította le a Kalevalát svéd nyelvre. A helsingforsi (ma: Helsinki) egyetemen Castrén volt a finn nyelv első professzora, ma már az ő nevét viseli az egyetem Finnugor Intézete.
1842–1844 között Oroszország európai részén a tundra népeinek nyelvét tanulmányozta. 1845–1849 között Szibériában számos őslakos népet keresett fel, tanulmányozta és gyűjtötte a rájuk vonatkozó nyelvi, néprajzi anyagot. Részben tőle származik az úgynevezett „ázsiai finnugor őshaza” elmélete, melyet megcáfoltak ugyan, de ezzel az őstörténeti kutatásoknak mégis irányt adott.

## Életútja
Apja lelkész volt és korán meghalt. Anyja nyolc gyerekkel maradt özvegyen, a családot rokonok segítették. Matthias Castrén egyik nagybátyja támogatásával végezte el a gimnáziumot és iratkozott be a helsingforsi egyetemre. Ő is lelkésznek készült, kezdetben latin, görög és keleti nyelveket tanult, de később a finnségi nyelvekkel kezdett foglalkozni.
Első kutatóútja Lappföldre vezetett (1838), ahol meséket, dalszövegeket is gyűjtött és elsajátította a lapp nyelvet. Már egyetemistaként foglalkoztatta a Kalevala svédre fordításának gondolata, és miután sikerült anyagi támogatást szereznie, a népélet és a folklór megismerésére néhány hónapra Karéliába, a Kalevala földjére utazott. Fölkereste Elias Lönnrot népdalgyűjtőt, a Kalevala összeállítóját, aki segített az útvonal összeállításában. Ez az útja hozzájárult a nemzeti eposz sikeres fordításához.

### Oroszországi kutatóútjai

#### 1841–1844
1841-ben Castrén és Lönnrot együtt indultak gyűjtőútra az oroszországi lappokhoz és az Arhangelszki kormányzóságba. Időközben a szentpétervári tudományos akadémia
Andreas Johan Sjögren akadémikus (oroszul: Андрей Михайлович Шёгрен/Andrej Mihajlovics Sjogren) javaslatára Castrént mint nyelvészt és etnográfust megbízta a Szibériában élő népek és nyelveik tudományos vizsgálatával. A közös utazás így csak Arhangelszkig tartott, ott elváltak: Lönnrot az Onyega-tónál élő vepszékhez ment, Castrén pedig (egy év késedelemmel) keletre indult.
Részletesen tanulmányozta az északi tundrákon és a Pecsora folyó alsó szakaszának vidékén élő finnugor és szamojéd népek nyelvét. Az Északi-Urálon átkelve, 1843 novemberében az Ob parti Obdorszk városba (ma: Szalehard) érkezett, hivatalosan itt kezdődött volna az akadémia által támogatott szibériai expedíciója. A nélkülözéstől legyengült Castrénnál azonban a gümőkór tüneteit állapították meg, ezért gyógykezelésre haza kellett utaznia.

#### 1845–1849
1845 májusában már ismét Szibériában, Tobolszkban volt, az akadémia megbízásából innen indult közel négyéves utazására. Előbb az Irtisen lefelé, majd Szurgutból az Obon föl Narim, Tomszk felé hajózott, és az Ob-medencében élő osztjákok (hantik) körében gyűjtött nyelvi és néprajzi anyagot. A telet Jenyiszejszkben töltötte; útitársával az addig jenyiszeji osztjákoknak nevezett, de valójában a ket nép nyelvét kutatta, melyről megállapította, hogy az nem osztyák és nem is tartozik az uráli nyelvek körébe. Tavasszal a várostól nyugatra, a Kety folyó forrásvidékén lakó ún. obi szamojédek (szölkupok) egy csoportját kereste fel.
Jenyiszejszkből 1846 május végén csónakon indult lefelé a Jenyiszejen. Ez az északi útja több mint tíz hónapig tartott és nagyban hozzájárult az északi szamojédek megismeréséhez. Júliusban első úticéljába, Turuhanszkba érkezett, ahol a helyi vásárra összesereglett különféle szamojéd népek képviselőivel, illetve ketekkel, tunguzokkal találkozhatott, de végiglátogatta a városka környékén lakó szölkupok jurtáit is. A folyón tovább folytatta útját északra, ahol a fagyos tundrán a jenyiszeji szamojédek: az enyecek, a nyenyecek (jurákok) és Dugyinka környékén a nganaszanok körében vizsgálódott. Ezzel teljessé vált az északi szamojéd nyelvterület kutatása, amit Castrén 1842-ben az európai országrészen a Mezeny folyó torkolatánál kezdett el és Észak-Ázsiában, a Jenyiszejnél fejezett be.
1847 április elején érkezett vissza Jenyiszejszkbe. A továbbiakban délen, először a Minuszinszki-medencében folytatta a munkát, ahol régészeti feltárást is végzett, kurgánokat kutatott át. Utazása másféléves, befejező szakaszának másik célja a déli szamojédek tanulmányozása, a különféle szajáni nyelvek és nyelvjárások kapcsolatának, nyelvi rendszerbe tartozásának tisztázása volt. A Jenyiszej felső folyásán és mellékfolyóin élő kis lélekszámú népekről ugyanis addig csak hiányos és ellentmondó ismeretek álltak rendelkezésre.
A kojbalokról és a matorokról megállapította, hogy nyelvük valószínűleg szamojéd eredetű. A tuvaiak (régiesen: szojotok) felkereséséhez a Szajánokban rövid időre a kínai határt is át kellett lépnie; úgy találta, hogy nyelvük a minuszinszki tatárokéhoz (hakaszokéhoz) hasonló, de szamojéd elemek nyomai is fölfedezhetők benne. A Kan folyó mentén élő kamasszok között néhány olyan személyt talált, akik még beszélték a – kettel rokon – kot nyelvet (paleoszibériai nyelvek), mely nem sokkal később teljesen kihalt. Castrén volt az utolsó kutató, aki hallotta és helyben tanulmányozhatta.
Az 1848-as év elejét a kelet-szibériai Uda folyó partján, Nyizsnyeugyinszkban töltötte, ahol a karagasszok (tofalok) nyelvét tanulmányozta. Ezután a Bajkál-tóra utazott a burjátokhoz, nyáron tovább a Bajkálon túlra, amely számára régészeti és néprajzi szempontból is fontos volt. Csita városban az ott tartózkodó tunguzok nyelvéről készített jegyzeteket és szójegyzéket, végül Nyercsinszkbe ment, de onnan vissza kellett fordulnia. Ekkorra egészsége már nagyon megromlott, és a visszaúton Krasznojarszk előtt hirtelen rosszul lett; a kutatás végetért. 1849 tavaszán érkezett haza Helsingforsba.

### Utolsó évei
1850-ben megnősült, egy nyugdíjas professzor 19 éves lányát vette feleségül, akitől fia született. Egy évvel halála előtt, 1851 tavaszán a helsingforsi egyetemen – elsőként – a finn nyelv professzora lett. Súlyos tüdőbaja ellenére halálát közvetlenül valószínűleg nem a tuberkulózis, hanem rák vagy valamilyen más betegség okozta.

## Munkái, hagyatéka
Castrén az uralisztika (a finnugrisztika és a szamojedológia) meghatározó jelentőségű alakja. Kiemelkedő eredményeket ért el nemcsak az uráli (finnugor és szamojéd), hanem egyes altaji nyelvek kutatásában is. Elgondolása szerint e nyelvek között genetikai kapcsolat áll fenn (rokonságban vannak) és együtt alkotják az altáji nyelvcsaládot, e népek feltételezett őshazájaként pedig az Altaj-Szaján hegyvidéket jelölte meg. Déli utazásán ehhez az elmélethez igyekezett bizonyítékokat találni. Elmélete tévesnek bizonyult, de megtermékenyítőleg hatott a további kutatásokra.
Ma terepi munkának hívják az ismeretanyag helyben történő tanulmányozását és gyűjtését, ami régen gyakran a kutatók életenergiájának, munkás éveinek java részét emésztette fel. Ez történt például a magyar kutatók közül Reguly Antallal – aki Castrénnel 1840 augusztusában Finnországban, majd 1844 márciusában Tobolszkban is találkozott –, és ez történt magával Castrénnel is.

### Megjelent munkáiból
Nyelvészeti munkái közül életében csak a finnugor kutatásait összegzők, köztük a komi, a mari és az hanti nyelvtan jelenhettek meg:
- De affinitate declinationum in lingua Fennica, Esthonica et Lapponica, 1839
- Om accentens inflytande i lappska spraket, 1844; németül: 1845
- Elementa grammatices Syrjaenae, 1844
- Elementa grammatices Tscheremissae, 1845
- Versuch einer ostjakischen Sprachlehre, 1849 (A 12 kötetes kiadás 6. kötetében is.)

A gyűjtött nyelvi és néprajzi anyag legnagyobb részének feldolgozására már nem maradt ideje, az az utókorra várt. Hagyatékát Franz Anton Schiefner (orosz nevén: Anton Antonovics Sifner) filológus, a cári tudományos akadémia tagja dolgozta fel, rendezte sajtó alá, és az ő jegyzeteivel ellátva adták ki 12 kötetben Nordische Reisen und Forschungen von Dr. M.A.Castren (Dr. M. A. Castren északi utazásai és kutatásai) címen (1853–1862).
- I. Reiseerinnerungen aus den Jahren 1838–1844
- II. Reiseberichte und Briefe aus den Jahren 1845–1849
- III. Vorlesungen über die Finnische Mythologie
- IV. Ethnologische Vorlesungen über die altaischen Völkerschaften
- V. Kleinere Schriften
- VI. Versuch einer Ostjakischen Sprachlehre
- VII. Grammatik der Samojedischen Sprachen
- VIII. Wörterverzeichnisse aus der Samojedischen Sprachen
- IX. Grundzuege einer Tungusischen Sprachlehre
- X. Versuch einer Burjaetischen Sprachlehre
- XI. Versuch einer Koibalischen und Karagassischen Sprachlehre
- XII. Versuch einer Jenissei–Ostjakischen und Kottischen Sprachlehre

A nyelvészeti témájú hét utolsó kötet 20 különböző nyelv szótárát, nyelvtanát tartalmazza, sok helyen külön kitér a nyelvek összevetésére, rokonságára és az egyes nyelvjárásokra is. Castrén előtt e nyelvek többségét még egyáltalán nem kutatták, némelyek létezéséről sem tudtak.
Ez a 12 kötet nem tartalmazza a néprajzi és régészeti kutatások eredményeit. A gyűjtött anyagot Castrén annak idején elküldte az akadémiának, de azt tudományos rendszerességgel nem dolgozták fel. A gyűjtemény nagy része elkallódott, kisebb részét a 19. század első évtizedeiben a szentpétervári Antropológiai és Etnográfiai Múzeumban őrizték.